# Alison Des Forges
Alison Des Forges (nata Liebhafsky; Schenectady, 20 agosto 1942 – Clarence Center, 12 febbraio 2009) è stata una storica e attivista statunitense per i diritti umani nella regione dei Grandi Laghi africani, in particolare durante il genocidio del Ruanda del 1994.
Al momento della sua morte era una consulente senior per il continente africano presso Human Rights Watch.

## Biografia
Nacque da Sybil Small e Herman A. Liebhafsky. Nel 1964 sposò lo storico Roger Des Forges, docente dell'Università di Buffalo. Conseguì la laurea in storia presso il Radcliffe College nel 1964 e il master e un dottorato di ricerca nella stessa disciplina presso l'Università Yale nel 1966 e nel 1972. La sua tesi di master e la dissertazione di dottorato affrontano l'impatto del colonialismo europeo sul Ruanda.
Esperta della regione dei Grandi Laghi, studiò il genocidio ruandese. Fu inoltre un'autorità in materia di violazioni dei diritti umani nella Repubblica Democratica del Congo e in Burundi.
Nel 1994 lasciò il mondo accademico in risposta al genocidio ruandese, per concentrarsi a tempo pieno sui diritti umani.
Nel 1999 fu nominata MacArthur Fellow in riconoscimento del suo lavoro come "leader dei diritti umani. Fu inoltre consulente senior di Human Rights Watch per il continente africano.
Morì il 12 febbraio 2009 nell'incidente aereo del volo Continental Connection 3407.

## Testimonianza del genocidio del Ruanda
Nell'aprile del 1994 Des Forges era al telefono con Monique Mujawamariya quando quest'ultima si scusò per aver posato il telefono perché non voleva che Des Forges la sentisse morire. Ciò significa che Des Forges fu una dei primi stranieri ad osservare che in Ruanda era in corso un genocidio in piena regola, e in seguito guidò un team di ricercatori per confermare i fatti. Testimoniò 11 volte davanti al Tribunale penale internazionale per il Ruanda e fornì prove sul genocidio ruandese a commissioni dell'Assemblea nazionale francese, del Senato belga, del Congresso degli Stati Uniti, dell'Organizzazione dell'unità africana e delle Nazioni Unite.
Fu l'autrice principale del libro del 1999 Leave None to Tell the Story, che l'Economist e il New York Times descrivono come il racconto definitivo del genocidio ruandese. Nel libro sostiene che il genocidio fu organizzato dal governo ruandese all'epoca dominato dagli hutu, e non uno spontaneo scoppio di conflitti tribali.

## Riconoscimento postumo
L'africanista René Lemarchand afferma: "Il fatto che la storia del Ruanda sia conosciuta negli Stati Uniti oggi deve molto al lavoro di Philip Gourevitch e Alison Des Forges".
Human Rights Watch assegna il premio Alison Des Forges per l'attivismo straordinario, fino al 2009 noto come Human Rights Defenders Award.

## Opere
- Des Forges, Alison. Defeat Is the Only Bad News: Rwanda under Musiinga, 1896–1931 (1972; 2011).
- Des Forges, Alison. Leave None to Tell the Story: Genocide in Rwanda – Human Rights Watch et FIDH – 1999 – ISBN 1-56432-171-1.
- Roth, Kenneth; DesForges, Alison (Summer 2002). "Justice or Therapy?". Boston Review.